# Theater Camp
Theater Camp es una película de comedia estadounidense de 2023 dirigida por Molly Gordon y Nick Lieberman en sus respectivos debuts como directores de largometrajes, a partir de un guion de Gordon, Lieberman, Ben Platt y Noah Galvin. Una adaptación a largometraje del cortometraje de 2020 del mismo nombre, la película presenta un reparto coral que incluye a Galvin, Gordon, Platt, Jimmy Tatro, Patti Harrison, Nathan Lee Graham, Ayo Edebiri, Owen Thiele, Caroline Aaron y Amy Sedaris. Will Ferrell se desempeña como productor a través de Gloria Sanchez Productions.
Theater Camp tuvo su estreno mundial en el Festival de Cine de Sundance de 2023 el 21 de enero de 2023 y fue estrenada en los Estados Unidos el 14 de julio de 2023 por Searchlight Pictures. Recibió reseñas generalmente positivas de los críticos.

## Sinopsis
A medida que llega el verano nuevamente, los niños se reúnen de todas partes para asistir a AdirondACTS, un campamento de teatro rudimentario en el norte del estado de Nueva York que es un paraíso para los artistas en ciernes. Después de que su indomable fundadora, Joan, cae en coma, su despistado hijo "cripto-hermano", Troy, tiene la tarea de mantener en funcionamiento el paraíso de los actores. Con la ruina financiera a la vista, Troy debe unir fuerzas con Amos, Rebecca-Diane y su banda de excéntricos profesores y estudiantes para encontrar una solución antes de que se levante el telón la noche del estreno.

## Reparto
- Molly Gordon como Rebecca-Diane
- Ben Platt como Amos Klobuchar
- Noah Galvin como Glenn Wintrop
- Jimmy Tatro como Troy Rubinsky
- Patti Harrison como Caroline Krauss
- Nathan Lee Graham como Clive DeWitt
- Ayo Edebiri como Janet Walch
- Owen Thiele como Gigi Charbonier
- Caroline Aaron como Rita Cohen
- Amy Sedaris como Joan Rubinsky
- Alan Kim como Alan Park
- Kyndra Sanchez como Darla Sanchez
- Alexander Bello como Sebastian Campbell
- Luke Islam como Christopher L.
- Bailee Bonick como Mackenzie Thomas
- Donovan Colan como Devon Miller
- Vivienne Sachs como Lainy Fischer
- Quinn Titcomb como Alice Taylor
- Jack Sobolewski como Christopher S.
- Madisen Lora como Franny King

## Producción
En junio de 2022, se informó que Molly Gordon y Nick Lieberman dirigirían la película, a partir de un guion que escribieron junto a Ben Platt y Noah Galvin. Gordon, Platt, Galvin, Jimmy Tatro, Patti Harrison, Ayo Edebiri, Amy Sedaris, Caroline Aaron, Nathan Lee Graham, Owen Thiele, Alan Kim, Luke Islam, Jack Sobolewski, Kyndra Sanchez, Quinn Titcomb, Madisen Lora, Bailee Bonick, Donovan Colan, Vivienne Sachs y Alexander Bello estaban listos para protagonizar, y Will Ferrell se desempeñaría como productor a través de Gloria Sanchez Productions. La banda sonora de la película fue lanzada por Interscope Records.
La fotografía principal comenzó el 6 de junio de 2022 en el antiguo URJ Kutz Camp en Warwick, Nueva York y terminó el 30 de junio de 2022.

## Estreno
Theatre Camp tuvo su estreno mundial en el Festival de Cine de Sundance 2023 el 21 de enero de 2023, donde recibió dos ovaciones de pie de la audiencia, una después de la película en sí y una después de una actuación musical especial posterior a la proyección de los actores más jóvenes de un popurrí de canciones del final de la película. Poco después, Searchlight Pictures adquirió los derechos de distribución de la película por 8 millones de dólares. La película se estrenó en cines seleccionados el 14 de julio de 2023.

## Recepción

### Crítica
Theater Camp recibió reseñas generalmente positivas de parte de la crítica y de la audiencia. En el sitio web agregador de reseñas Rotten Tomatoes, la película posee una aprobación de 86%, basada en 169 reseñas, con una calificación de 7.3/10 y un consenso crítico que dice "Es posible que la descripción auténtica de la experiencia teatral de Theater Camp no resuene con tanta fuerza entre los no actores, pero probablemente se reirán demasiado como para quejarse seriamente". De parte de la audiencia tiene una aprobación de 79%, basada en más de 500 votos, con una calificación de 4.0/5.
El sitio web Metacritic le dio a la película una puntuación de 70 de 100, basada en 40 reseñas, indicando "reseñas generalmente favorables". En el sitio IMDb los usuarios le asignaron una calificación de 7.0/10, sobre la base de más de más de 12 000 votos, mientras que en la página web FilmAffinity la película tiene una calificación de 6.1/10, basada en 254 votos.

### Premios y nominaciones
| Premio                     | Fecha                 | Categoría                  | Nominado(s)                                            | Resultado | Ref.   |
| -------------------------- | --------------------- | -------------------------- | ------------------------------------------------------ | --------- | ------ |
| Premios Independent Spirit | 25 de febrero de 2024 | Mejor guion de ópera prima | Noah Galvin, Molly Gordon, Nick Lieberman, y Ben Platt | Pendiente | [ 13 ] |
| Premios Independent Spirit | 25 de febrero de 2024 | Mejor actuación de reparto | Noah Galvin                                            | Pendiente | [ 13 ] |
| Premios Independent Spirit | 25 de febrero de 2024 | Mejor edición              | Jon Philpot                                            | Pendiente | [ 13 ] |